# Mazda MX-6

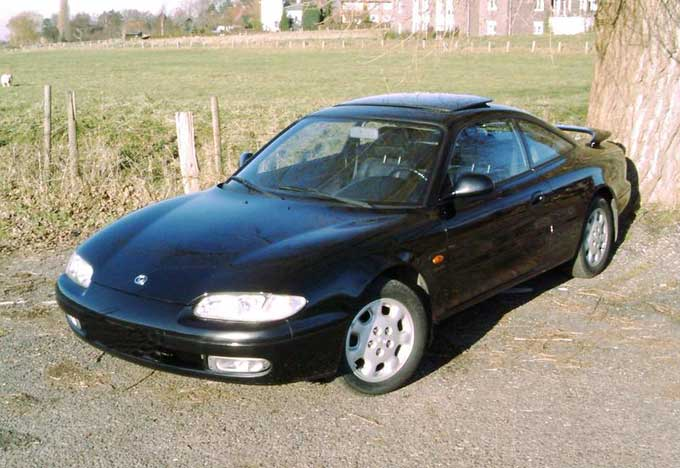
Andra generationens Mazda MX-6.

Mazda MX-6 är en personbil från Mazda som är baserad på Mazda 626, men med coupékaross och kraftigare motoralternativ. 

## Historik
På den amerikanska marknaden introducerades MX-6 redan på 1980-talet, och den enda egentliga skillnaden i kaross mot Mazda 626 var att MX-6 hade två dörrar. På 1990-talet introducerades dock en andra generation MX-6, som trots sitt maskinella släktskap med 626-modellen såg markant annorlunda ut i karossen.

## Första generationen (1987–1992)
Mazda MX-6 första generation lanserades 1987 och byggde på Mazda GD-plattformen. Den erbjöds med både fyrcylindriga motorer och en kraftfullare V6-motor.

### Specifikationer
| Motor          | Effekt | Växellåda                           |
| -------------- | ------ | ----------------------------------- |
| 2.2 L I4       | 110 hk | 5-växlad manuell / 4-växlad automat |
| 2.2 L Turbo I4 | 145 hk | 5-växlad manuell / 4-växlad automat |

## Andra generationen (1992–1997)
Den andra generationen av MX-6 introducerades 1992 och använde Mazda GE-plattformen. Karossen designades mer aerodynamiskt och bilen fick förbättrade motoralternativ.

### Specifikationer
| Motor    | Effekt | Växellåda                           |
| -------- | ------ | ----------------------------------- |
| 2.0 L I4 | 118 hk | 5-växlad manuell / 4-växlad automat |
| 2.5 L V6 | 164 hk | 5-växlad manuell / 4-växlad automat |